# مستيك
مستيك (Mystique) هي شخصية من شخصيات قصص إكس-من وممثلتها في سلسلة أفلام إكس-من هي جينيفر لورنس.
اسمها الحقيقي هو ريفين داركهولم لديها قدرة التحول إلى أي شكل من الحيوانات أو الإنسان.